# Azerbaïdjan aux Jeux olympiques d'été de 2008
L'Azerbaïdjan participe aux Jeux olympiques d'été de 2008 à Pékin. Il s'agit de sa 4e participation à des Jeux d'été.
La délégation azerbaïdjanaise, composée de 44 athlètes dans 10 sports, termine 39e du classement général avec 7 médailles (1 en or, 2 en argent et 4 en bronze).

## Liste des médaillés azerbaïdjanais

### Médailles d'or
| Sport              | Discipline         | Sportifs       | Performance |
| Médailles d'or : 1 |                    |                |             |
| Judo               | Moins de 73 kg (H) | Elnur Mammadli |             |

### Médailles d'argent
| Sport                  | Discipline         | Sportifs         | Performance              |
| Médailles d'argent : 1 |                    |                  |                          |
| Lutte gréco-romaine    | Moins de 55 kg (H) | Rovshan Bayramov | Azerbaïdjan 1 - 3 Russie |

### Médailles de bronze
| Sport                   | Discipline          | Sportifs         | Performance                                                                                                |
| Médailles de bronze : 4 |                     |                  | |
| Judo                    | Moins de 100 kg (H) | Movlud Miraliyev | |
| Lutte libre             | Moins de 48 kg (F)  | Mariya Stadnik   | Azerbaïdjan 3 - 1 Kazakhstan                                                                               |
| Lutte libre             | Moins de 96 kg (H)  | Khetag Gazyumov  | Azerbaïdjan 3 - 0 Ukraine                                                                                  |
| Boxe                    | Poids plume (H)     | Shahin Imranov   | Azerbaïdjan 2 - 5 France Azerbaïdjan 0 - 0 France L'Azerbaïdjan gagne au 2e round par abandon de la France |

## Engagés

### Athlétisme
- Ruslan Abbasov (100 m)
- Ramil Guliyev (100 m)

| Épreuve    | Athlète        | Séries   | Séries | Quarts de finale | Quarts de finale | Demi-finales | Demi-finales | Finale   | Finale |
| Épreuve    | Athlète        | Résultat | Rang   | Résultat         | Rang             | Résultat     | Rang         | Résultat | Rang   |
| ---------- | -------------- | -------- | ------ | ---------------- | ---------------- | ------------ | ------------ | -------- | ------ |
| 100 mètres | Ruslan Abbasov | 10.58    | 5e     | -                | -                | -            | -            | -        | -      |
| 200 mètres | Fanuel Kenosi  | 20.78    | 2e Q   | 20.66            | 5e               | -            | -            | -        | -      |

### Boxe
- Shahin Imranov (57 kg)
- Samir Mammadov (51 kg)

| Athlète        | Catégorie             | 16e de finale        | 8e de finale           | Quart de finale          | Demi-finale         | Finale              |
| Athlète        | Catégorie             | Adversaire Résultat  | Adversaire Résultat    | Adversaire Résultat      | Adversaire Résultat | Adversaire Résultat |
| -------------- | --------------------- | -------------------- | ---------------------- | ------------------------ | ------------------- | ------------------- |
| Samir Mammadov | Poids mouches (-51Kg) | Nhaila Victoire 19-4 | Jongjohor Défaite 2-10 | -                        | -                   | -                   |
| Shahin Imranov | Poids plumes (-57Kg)  | Jafarov Victoire 9-5 | Izoria Victoire 18-9   | Torriente Victoire 16-14 | DjelkhirDéfaite AB2 | -                   |

### Équitation
- Jamal Rahimov

### Judo
- Mehman Azizov (81 kg)
- Ramil Gasimov (66 kg)
- Kifayat Gasimova (57 kg)
- Elnur Mammadli (73 kg)
- Elkhan Mammadov (90 kg)
- Movlud Miraliyev (100 kg)

### Gymnastique
- Aliya Garaeva
- Dinara Gimatova

### Haltérophilie
- Afgan Bayramov (69 kg)
- Sardar Hasanov (62 kg)
- Turan Mirzayev (69 kg)
- Nizami Pashayev (94 kg)
- Intiqam Zairov (77 kg)

### Lutte
- Ilgar Abdulov (74 kg)
- Emin Azizov (66 kg)
- Rovshan Bayramov (55 kg)
- Anton Botev (120 kg)
- Chamsulvara Chamsulvarayev (74 kg)
- Shalva Gadabadze (84 kg)
- Khetag Gazyumov (96 kg)
- Zalimkhan Huseynov (60 kg)
- Ali Isayev (120 kg)
- Farid Mansurov (66 kg)
- Yuliya Ratkevich (55 kg)
- Vitali Rəhimov (60 kg)
- Namig Sevdimov (55 kg)
- Mariya Stadnik (48 kg)
- Novruz Temrezov (84 kg)
- Olesya Zamula (63 kg)

### Natation
- Tural Abbasov (50 m nage libre)
- Oksana Hatamkhanova (100 m brasse)

### Taekwondo
- Rashad Ahmadov (80 kg)

### Tir
- Zemfira Meftakhetdinova